# Радовин (Ражанац)
Радовин је насељено место у саставу општине Ражанац у Задарској жупанији, Република Хрватска.

## Историја
До територијалне реорганизације у Хрватској налазио се у саставу старе општине Задар.

## Становништво
На попису становништва 2011. године, Радовин је имао 549 становника.

## Попис1991.
На попису становништва 1991. године, насељено место Радовин је имало 724 становника, следећег националног састава:
| Попис 1991.‍ | Попис 1991.‍ | Попис 1991.‍ | Попис 1991.‍ | Попис 1991.‍ |
| ----------- | ----------- | ----------- | ----------- | ----------- |
|             |             |             |             |             |
| Хрвати      | Хрвати      |             | 715         | 98,75%      |
| Мађари      | Мађари      |             | 1           | 0,13%       |
| непознато   | непознато   |             | 8           | 1,10%       |
| укупно: 724 |             |             |             |             |